# Léonce d'Alexandrie
Léonce d'Alexandrie fut patriarche melkite d'Alexandrie de 1052 ? à 1059 ?